# Пуля в лицо
«Пуля в лицо» (англ. Bullet in the Face) — американо-канадский комедийный нуарный телесериал, созданный Аланом Спенсером и транслируемый на телеканале IFC.
В центре сюжета находится бывший преступник Гюнтер Фоглер, получивший ранение в лицо и вынужденный сотрудничать с полицией, чтобы поймать и привести к правосудию других преступников.

## Сюжет
Действие происходит в нуарном городе Брютевилль, за контроль над которым борются два жестоких криминальных авторитета — агорафоб элитист Иоганн Тангейзер и недалёкий Рэкен.
В это же время, во время ограбления ювелирного магазина, преступник, социопат и наёмный убийца Гюнтер Фоглер оказывается предан своей напарницей и любовницей Мартиной, которая стреляет ему прямо в лицо из пистолета. Спустя несколько дней Гюнтер приходит в себя в больнице, где ему объясняют, что ему удалось выжить благодаря хирургам, которые пересадили Гюнтеру лицо детектива, которого он убил ранее. Полиция города заключает сделку с Гюнтером: он будет помогать им в поимке ещё более опасных преступников, чем он сам, а взамен он сможет безнаказанно использовать личность покойного детектива и жить в своё удовольствие. Но вскоре станет понятно, что держать Гюнтера в узде гораздо тяжелее, чем можно было предположить.

## В ролях
- Макс Уильямс — Гюнтер Фоглер, преступник и социопат, преданный и серьёзно раненный своими бывшими сообщниками и вынужденный работать с полицией, движимый жаждой мести.
- Нил Напье — Карл Хагерман, лейтенант полиции и полная противоположность Гюнтеру: мягок, эмоционален и имеет гомоэротичные наклонности. Вынужден работать с Гюнтером, который убил всех его предыдущих напарников.
- Джессика Стин — Ева Брейден, комиссар полиции, которая нанимает Гюнтера, в целях использовать его против других преступников и руководствуясь простым правилом: «Зло может остановить ещё большее зло». Также она сексуально озабочена и пытается соблазнить Гюнтера.
- Кейт Келтон — Мартина Малер, преступница и бывшая любовница Гюнтера, которая предала последнего и выстрелила ему в лицо из пистолета. Также, она вела двойную игру и имела отношения и с Тангейзером, и с Рэкеном, надеясь стравить их друг с другом.
- Эдди Иззард — Иоганн Тангейзер, скрытный криминальный авторитет и соперник Рэкена, страдающий от агорафобии и увлекающийся шахматами. Он обманом стравливает Гюнтера и Мартину, в надежде на смерть их обоих. Также, он хочет использовать сына Мартины в своих преступных целях.
- Эрик Робертс — Рэкен, криминальный авторитет и главный соперник Тангейзера, оказывается обманут Мартиной, которая нагло использует его после их женитьбы. Чуть позже он вербует Гюнтера, который убеждает его в том, что среди его людей есть шпион.

## Сезоны
| Сезон | Серии | Серии | Даты показа     | Даты показа     |
| Сезон | Серии | Серии | Первая серия    | Последняя серия |
| ----- | ----- | ----- | --------------- | --------------- |
| 1     | 6     | 6     | 16 августа 2012 | 17 августа 2012 |

## Эпизоды

### Сезон 1(2012)
| № общий | № в сезоне | Название                                                 | Режиссёр     | Автор сценария | Дата премьеры   | Зрители в США (млн) |
| --- | ---------- | -------------------------------------------------------- | ------------ | -------------- | --------------- | ------------------- |
| 1 | 1          | «Познакомьтесь с Гюнтером Фоглером» «Meet Gunter Vogler» | Эрик Канюэль | Алан Спенсер   | 16 августа 2012 | 0.094               |
| Гюнтера Фоглера, жестокого преступника, предают и бросают умирать, но его вербует полиция, которая хочет использовать его против мафии. Получив значок и полномочия, Фоглер становится ещё более опасным и неуправляемым. |            |                                                          |              |                |                 |                     |
| 2 | 2          | «Ангел смерти» «Angel of Death»                          | Эрик Канюэль | Алан Спенсер   | 16 августа 2012 | 0.087               |
| Фоглер и Хагерман расследуют серию предполагаемых самоубийств священников и раскрывают заговор с участием дантиста-киллера и гангстеров, которые прячутся в церквях. |            |                                                          |              |                |                 |                     |
| 3 | 3          | «Препарат выбора» «Drug of Choice»                       | Эрик Канюэль | Алан Спенсер   | 16 августа 2012 | 0.077               |
| Подросток впадает в ярость и убивает нескольких человек, чем очень впечатляет Фоглера. Фоглер поощряет мальчика в его стремлении к тёмной стороне, но затем он должен обезвредить заложников в школе, когда выясняется, что причиной насилия в городе стал новый наркотик. Во время захвата заложников Фоглер снова получает ранение в лицо, что ещё больше сводит его с ума.                                                                                                |            |                                                          |              |                |                 |                     |
| 4 | 4          | «Поцелуй меня трижды» «Kiss Me Thrice»                   | Эрик Канюэль | Алан Спенсер   | 17 августа 2012 | 0.054               |
| Фоглер противостоит Рэкену, разоблачает нескольких продажных полицейских и пытается выяснить планы Мартины. Мартина убедила Тангейзера, Рэкена и Фоглера в том, что каждый из них является отцом её ребёнка, и даже вышла замуж за Рэкена, живя под вымышленным именем. Самое любопытное, что Фоглер не выдаёт Мартину Рэкену. |            |                                                          |              |                |                 |                     |
| 5 | 5          | «Мировая сцена» «The World Stage»                        | Эрик Канюэль | Алан Спенсер   | 17 августа 2012 | 0.093               |
| Фоглер и Хагерман сражаются с группой проституток, которые грабят гангстеров и разжигают напряжённость в преступном мире. Рэкен и Тангейзер, убеждённые, что они стоят за нападениями друг на друга, объявляют войну, угрожая уничтожить весь город. |            |                                                          |              |                |                 |                     |
| 6 | 6          | «От колыбели до могилы» «Cradle to Grave»                | Эрик Канюэль | Алан Спенсер   | 17 августа 2012 | 0.053               |
| Все собираются в больнице, где Мартина рожает ребёнка. Мартина рассказывает, что она стравливала все стороны друг с другом, чтобы получить контроль над преступным миром. Выясняется, что её беременность была уловкой, и она достаёт из протеза живота пистолет-пулемёт и убивает Рэкена и его людей. Пока Мартина готовится снова убить Фоглера, бомба, заложенная людьми Тангейзера, отсчитывает последние секунды. На этом сюжетном обрыве сериал погружается в темноту. |            |                                                          |              |                |                 |                     |

## Производство
Первые три эпизода сериала были показаны в США 16 августа 2012 года, а оставшиеся три — 17 августа 2012 года. Сериал был снят для американского кабельного канала IFC и снимался в городе Монреаль, Канада.
Сериал был создан исполнительным продюсером Аланом Спенсером вместе с Майклом Прупасом, Брюсом Хиллсом, Джесси Прупасом, Эви Регев и продюсерскими компаниями Just For Laughs Television и Muse Entertainment. Изначально IFC представил Спенсеру концепцию, которая пародировала «Полицию Майами» и другие телесериалы 1980-х годов. Спенсер переработал концепцию, сделав её более извращённой, современной и самостоятельной. Спенсер сказал, что не хочет повторять свои предыдущие работы, поэтому вместо этого он создал более оригинальный проект, в котором можно было бы воспользоваться новыми возможностями — сериал, который он сам бы с удовольствием посмотрел. Съёмки сериала стартовали в октябре 2011 года.
На визуальный стиль сериала повлияли такие проекты, режиссёры и жанры кино, как фильмы в жанре нуар, работы Квентина Тарантино, Гая Ричи и Ридли Скотта и фильмы «Без лица» и «Город грехов».
Алан Спенсер отметил уровень насилия в сериале, назвав его «самой жестокой комедией в истории телевидения». Организация «Совет по телевидению для родителей» подтвердила это, включив сериал в список «семи самых жестоких шоу на кабельном телевидении» за тот сезон, где он стал единственным получасовым комедийным сериалом в этом списке. Учитывая влияние кинематографа, Спенсер счёл уместным включить в сериал стилизованные боевые сцены и сцены насилия, которые обычно не ассоциируются с получасовыми комедиями. Работа оператора, например, использование так называемого голландского угла, была задумана так, чтобы напоминать графические романы и европейское кино.
Музыку для сериала написал композитор Джеймс Гелфэнд, а заглавная песня была написана и спродюсирована группой AmA, в состав которой входят Аманда Бауман и Патрик Дойл. Бауман исполнила вокальную партию.

## Реакция

### Критика
Майк Хейл из The New York Times написал: «Сериал страдает от неспособности взять на себя обязательства: решительно прокладывая средний путь между пародией на сырные шарики и чем-то более мрачным и изощрённым, он умудряется быть одновременно чрезмерным и неизменно плоским, слишком глупым, чтобы воспринимать его всерьёз, и слишком скучным, чтобы о нём заботиться».
Диана Вертс из газеты Newsday написала: «Ультрастильный, невероятно жестокий, сериал является эталоном комедийного тона и тщательной проработки».
Брайан Лоури из Variety назвал сериал «радостно детским» и порекомендовал его «подкованной в жанре публике, которая может оценить шутку».
Мэтью Гилберт из журнала The Boston Globe написал: «Спенсер создаёт ту же культовую атмосферу, что и в „Кувалде“ и вводит сериал в более политически некорректный и графичный мир Америки 2010-х и кабельного телевидения».

### Награды
Актёр Нил Напье был номинирован на премию ACTRA Award 2013 года в категории «лучшая мужская роль» за исполнение роли Карла Хагермана в сериале.